# Lijst van voetbalinterlands Moldavië - Oostenrijk
Deze lijst van voetbalinterlands is een overzicht van alle officiële voetbalwedstrijden tussen de nationale teams van Moldavië en Oostenrijk. De landen speelden tot op heden negen keer tegen elkaar, te beginnen met een kwalificatiewedstrijd voor het Europees kampioenschap voetbal 2004 op 7 september 2002 in Wenen. Het laatste duel, een vriendschappelijke wedstrijd, vond plaats in Linz op 7 september 2023.

## Wedstrijden
| № | Plaats     | Datum            | Competitie           | Wedstrijd             | Uitslag |
| - | ---------- | ---------------- | -------------------- | --------------------- | ------- |
| 1 | Wenen      | 7 september 2002 | EK 2004 kwalificatie | Oostenrijk – Moldavië | 2 – 0   |
| 2 | Tiraspol   | 7 juni 2003      | EK 2004 kwalificatie | Moldavië – Oostenrijk | 1 – 0   |
| 3 | Chisinau   | 9 oktober 2014   | EK 2016 kwalificatie | Moldavië – Oostenrijk | 1 – 2   |
| 4 | Wenen      | 5 september 2015 | EK 2016 kwalificatie | Oostenrijk – Moldavië | 1 – 0   |
| 5 | Wenen      | 24 maart 2017    | WK 2018 kwalificatie | Oostenrijk – Moldavië | 2 – 0   |
| 6 | Chisinau   | 9 oktober 2017   | WK 2018 kwalificatie | Moldavië – Oostenrijk | 0 – 1   |
| 7 | Chisinau   | 1 september 2021 | WK 2022 kwalificatie | Moldavië – Oostenrijk | 0 − 2   |
| 8 | Klagenfurt | 15 november 2021 | WK 2022 kwalificatie | Oostenrijk − Moldavië | 4 − 1   |
| 9 | Linz       | 7 september 2023 | Vriendschappelijk    | Oostenrijk − Moldavië | 1 − 1   |

## Samenvatting
| Competitie        | Totaal gespeeld | Winst Moldavië | Gelijk | Winst Oostenrijk | Doelsaldo Moldavië – Oostenrijk |
| ----------------- | --------------- | -------------- | ------ | ---------------- | ------------------------------- |
| WK-kwalificatie   | 4               | 0              | 0      | 4                | 1 − 9                           |
| EK-kwalificatie   | 4               | 1              | 0      | 3                | 2 − 5                           |
| Vriendschappelijk | 1               | 0              | 1      | 0                | 1 − 1                           |
| Totaal            | 9               | 1              | 1      | 7                | 4 − 15                          |

## Details

### Eerste ontmoeting
| EK 2004 kwalificatie (Wenen, Oostenrijk, 7 september 2002): |       |          |
| Oostenrijk                                                  | 2 – 0 | Moldavië |
| Andreas Herzog 4' (pen.) Andreas Herzog 29' (pen.)          | goals |          |

### Tweede ontmoeting
| EK 2004 kwalificatie (Tiraspol, Moldavië, 7 juni 2003): |       |            |
| Moldavië                                                | 1 – 0 | Oostenrijk |
| Viorel Frunză 60'                                       | goals |            |

### Derde ontmoeting
| EK 2016 kwalificatie (scheidsrechter Jorge Sousa, Chisinau, Moldavië, 9 oktober 2014):                                                                                        |              | |
| Moldavië | 1 – 2        | Oostenrijk |
| Alexandru Dedov 27' (pen.) | goals        | 11' (pen.) David Alaba 51' Marc Janko |
| Ion Caras | bondscoach   | Marcel Koller |
| Ilie Cebanu Alexandru Epureanu Victor Golovatenco Igor Armaş Iulian Erhan 87' Ion Jardan Artur Ioniţă Andrei Cojocari 65' Alexandru Dedov Alexandru Gaţcan Igor Picuşceac 46' | opstellingen | Robert Almer Florian Klein Sebastian Prödl Christian Fuchs Aleksandar Dragović David Alaba 86' Zlatko Junuzović Julian Baumgartlinger Marc Janko 79' Marko Arnautović 46' Marcel Sabitzer |
| Eugen Sidorenco 46' Alexandru Antoniuc 65' Artur Pătraş 87' | wissels      | 46' Martin Harnik 79' Christoph Leitgeb 86' Stefan Ilsanker |
| Ion Jardan 11' Alexandru Dedov 82' | gele kaarten | 26' Sebastian Prödl 34' Julian Baumgartlinger 90+2' Aleksandar Dragović |
| | rode kaarten | 82' Marc Janko |

### Vijfde ontmoeting
| WK 2018 kwalificatie (scheidsrechter István Vad, Wenen, Oostenrijk, 24 maart 2017): |       |          |
| Oostenrijk                                                                          | 2 – 0 | Moldavië |
| Marcel Sabitzer 75' Martin Harnik 90'                                               | goals |          |

FMF · A-internationals · Bondscoaches · Moldavisch vrouwenelftal · Moldavië U21 · Moldavië U20 · Moldavië U19 · Moldavië U18 · Moldavië U17 · Moldavië U16
1990 – 1999 ·
2000 – 2009 ·
2010 – 2019 ·
2020 − 2029
1991 · 1992 · 1993 · 1994 · 1995 · 1996 · 1997 · 1998 · 1999 · 2000 · 2001 · 2002 · 2003 · 2004 · 2005 · 2006 · 2007 · 2008 · 2009 · 2010 · 2011 · 2012 · 2013 · 2014 · 2015 · 2016 · 2017 · 2018 · 2019 · 2020 · 2021 · 2022 · 2023 · 2024
Albanië ·
Andorra ·
Armenië ·
Azerbeidzjan ·
Bosnië en Herzegovina ·
Bulgarije ·
Canada ·
Cyprus ·
Denemarken · 
Duitsland ·
El Salvador · 
Engeland ·
Estland ·
Faeröer ·
Finland ·
Frankrijk ·
Georgië ·
Gibraltar ·
Griekenland ·
Hongarije ·
Ierland ·
IJsland ·
Indonesië ·
Israël ·
Italië ·
Ivoorkust ·
Jordanië ·
Kaaimaneilanden ·
Kameroen ·
Kazachstan ·
Kirgizië ·
Kosovo ·
Kroatië ·
Letland ·
Liechtenstein ·
Litouwen ·
Luxemburg ·
Malta ·
Montenegro ·
Nederland ·
Noord-Ierland ·
Noord-Macedonië ·
Noorwegen ·
Oeganda ·
Oekraïne ·
Oostenrijk ·
Polen ·
Portugal ·
Qatar ·
Roemenië ·
Rusland ·
San Marino ·
Saoedi-Arabië ·
Schotland ·
Servië ·
Slovenië ·
Slowakije ·
Tsjechië ·
Turkije ·
Venezuela ·
Verenigde Arabische Emiraten ·
Verenigde Staten ·
Wales ·
Wit-Rusland ·
Zuid-Korea ·
Zweden ·
Zwitserland
ÖFB · A-internationals · Selecties · Bondscoaches · Oostenrijks vrouwenelftal · Olympisch elftal · Oostenrijk U21 · Oostenrijk U20 · Oostenrijk U19 · Oostenrijk U18 · Oostenrijk U17 · Oostenrijk U16 · Vrouwen U17
1902 – 1919 ·
1920 – 1929 ·
1930 – 1939 ·
1940 – 1949 ·
1950 – 1959 ·
1960 – 1969 ·
1970 – 1979 ·
1980 – 1989 ·
1990 – 1999 ·
2000 – 2009 ·
2010 – 2019 ·
2020 – 2029
EK's: 2008 · 
2016 · 
2020 · 
2024
WK's: 1934 · 
1954 · 
1958 · 
1978 · 
1982 · 
1990 · 
1998
OS: 1912 ·
1936 ·
1948 ·
1952
1902 · 
1903 · 
1904 · 
1905 · 
1906 · 
1907 · 
1908 · 
1909 · 
1910 · 
1911 · 
1912 · 
1913 · 
1914 · 
1915 · 
1916 · 
1917 · 
1918 · 
1919 · 
1920 · 
1921 · 
1922 · 
1923 · 
1924 · 
1925 · 
1926 · 
1927 · 
1928 · 
1929 · 
1930 · 
1931 · 
1932 · 
1933 · 
1934 · 
1935 · 
1936 · 
1937 · 
1938 · 1939 · 1940 · 1941 · 1942 · 1943 · 1944 · 1945 · 
1946 · 
1947 · 
1948 · 
1949 · 
1950 · 
1952 · 
1952 · 
1953 · 
1954 · 
1955 · 
1956 · 
1957 · 
1958 · 
1959 · 
1960 · 
1961 · 
1962 · 
1963 · 
1964 · 
1965 · 
1966 · 
1967 · 
1968 · 
1969 · 
1970 · 
1971 · 
1972 · 
1973 · 
1974 · 
1975 · 
1976 · 
1977 · 
1978 · 
1979 · 
1980 · 
1981 · 
1982 · 
1983 · 
1984 · 
1985 · 
1986 · 
1987 · 
1988 · 
1989 · 
1990 ·
1991 · 
1992 · 
1993 · 
1994 · 
1995 · 
1996 · 
1997 · 
1998 · 
1999 · 
2000 · 
2001 · 
2002 · 
2003 · 
2004 · 
2005 · 
2006 · 
2007 · 
2008 · 
2009 · 
2010 · 
2011 · 
2012 · 
2013 · 
2014 · 
2015 · 
2016 · 
2017 · 
2018 · 
2019 · 
2020 · 
2021 ·
2022
Albanië ·
Algerije ·
Andorra ·
Argentinië ·
Azerbeidzjan ·
België ·
Bosnië en Herzegovina ·
Brazilië ·
Bulgarije ·
Canada ·
Chili ·
Costa Rica ·
Cyprus ·
Denemarken ·
DDR ·
Duitsland ·
Egypte ·
Engeland ·
Estland ·
Faeröer ·
Finland ·
Frankrijk ·
Georgië ·
Ghana ·
Griekenland ·
Hongarije ·
Ierland ·
IJsland ·
Iran ·
Israël ·
Italië ·
Ivoorkust ·
Japan ·
Joegoslavië ·
Kameroen ·
Kazachstan ·
Kroatië ·
Letland ·
Liechtenstein ·
Litouwen ·
Luxemburg ·
Malta ·
Moldavië ·
Montenegro ·
Nederland ·
Nigeria ·
Noord-Ierland ·
Noord-Macedonië ·
Noorwegen ·
Oekraïne ·
Paraguay ·
Peru ·
Polen ·
Portugal ·
Roemenië ·
Rusland ·
San Marino ·
Schotland ·
Servië ·
Slovenië ·
Slowakije ·
Sovjet-Unie ·
Spanje ·
Trinidad en Tobago ·
Tsjechië ·
Tsjecho-Slowakije ·
Tunesië ·
Turkije ·
Uruguay ·
Venezuela ·
Verenigde Staten ·
Wales ·
Wit-Rusland ·
Zweden ·
Zwitserland
Algerije (1982) · 
Chili (1982) · 
Duitsland (2008) · 
Frankrijk (1982) · 
Hongarije (2016) · 
Italië (2021) · 
Kroatië (2008) · 
Nederland (2021) · 
Noord-Ierland (1982) · 
Noord-Macedonië (2021) · 
Oekraïne (2021) · 
Polen (2008) ·  
Portugal (2016) · 
West-Duitsland (1982)